# Florin Cioabă
Florin Cioaba (Târgu Cărbunești, 17 novembre 1954 – Adalia, 18 agosto 2013) è stato un politico, pastore protestante pentecostale rumeno di etnia rom, proclamatosi re internazionale dei Rom alla morte del padre Ion, avvenuta il 27 febbraio 1997.

## Biografia

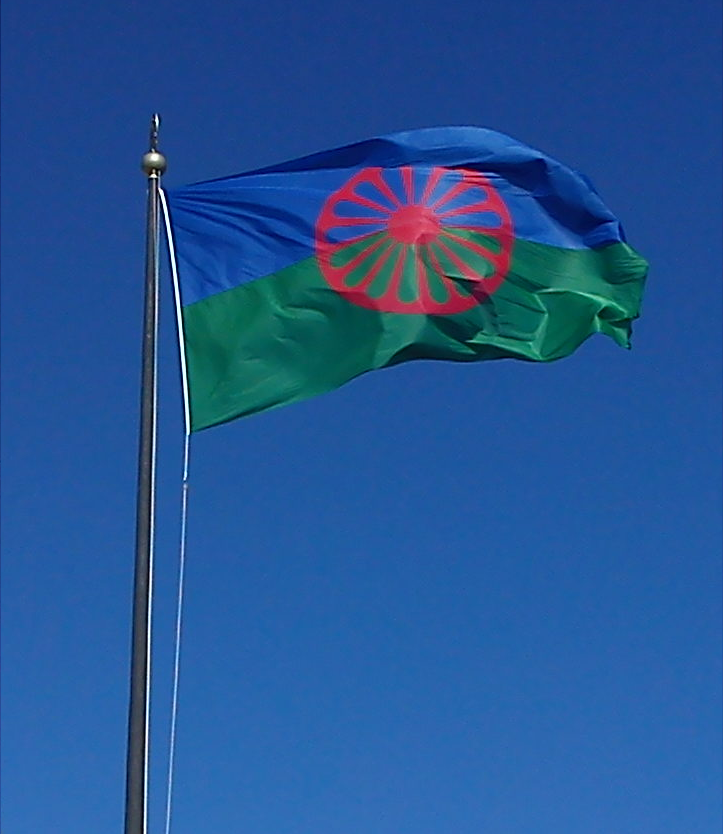
La bandiera Rom

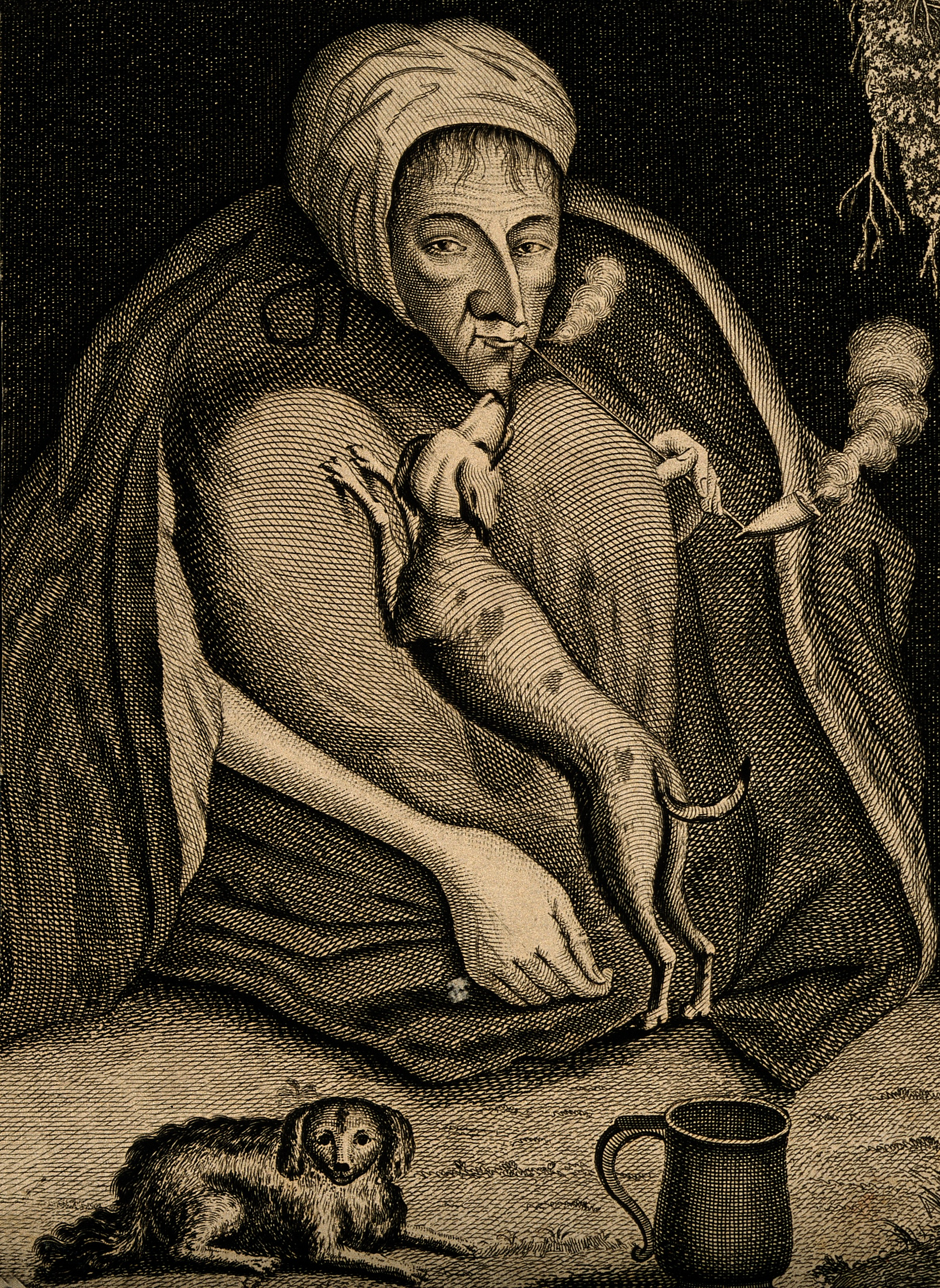
La regina Margaret Finch

Era figlio di Ion Cioabă, un sopravvissuto della persecuzione nazista in Romania a opera di Ion Antonescu e uomo molto rispettato all'interno della comunità rom romena, cui era stata conferita la carica di bulibasha (capo), poi di re (titolo in seguito ereditato da Florin), e si era impegnato a battersi per i diritti degli zingari.
Trasferitosi con la famiglia, nel 1963, a Sibiu, fu costretto a sposarsi con Marica a 14 anni, secondo le consuetudini zingare. Si laureò poi in discipline bibliche per poter svolgere l'attività di pastore protestante e predicatore pentecostale. La sua vita cambiò radicalmente in seguito alla scomparsa del padre, da cui ereditò un ingente patrimonio, il titolo reale e un insieme di obiettivi da conseguire per il benessere del popolo.
Uno degli uomini più ricchi della Romania, Florin Cioabă aveva assunto il rango di re internazionale dei Rom, adoperandosi per cercare di migliorare le loro condizioni di vita e tutelarne i diritti.
Nel mondo zingaro non era insolito che fosse presente un re: famosa, nel Settecento, in Gran Bretagna, fu Margaret Finch, centenaria regina dei gypsies di Norwood. Ma si trattava di capi di piccoli gruppi, mentre i Cioabă presero in pugno l'intera situazione dei Rom, in Romania e all'estero. Florin si dedicò alla politica attiva, nelle elezioni locali e come sindaco di Sibiu: presiedeva varie associazioni e dirigeva l'Unione internazionale dei Rom. Era proprietario di diverse società che si occupavano del trattamento dei metalli non ferrosi e i dipendenti appartenevano quasi tutti al suo popolo.
I Rom erano, come i Maori, gli Zulu o i Balobedu, un popolo dotato di una monarchia non sovrana e sub-nazionale, assai rispettata e influente all'interno della repubblica romena: il presidente Traian Băsescu ebbe molti incontri con Florin e lo apprezzava per l'operosità in favore della sua gente un po' denigrata che imparava a lavorare seriamente. Si era infatti addossato la responsabilità di liberare i 12 milioni di nomadi dagli ancestrali ma oppressivi costumi di una comunità ripartita in clan, stimolandoli ad esercitare i lavori tradizionali e dare un'istruzione ai figli. Anche Florin fu incoronato nel monastero di Bistrița con la corona del padre: uno spettacolo colorito che, però, celava propositi profondi e responsabili.
Nei Paesi occidentali il Ciobă era conosciuto soltanto per il fatto che, nel 2003, costrinse la figlia dodicenne Ana Maria a sposare il diciassettene Mihai Birita: era comunque un'antica costumanza rom da lui stesso vissuta e che in seguito rimosse.
Florin morì il 18 agosto 2013, all'età di 58 anni, per un attacco cardiaco, durante una vacanza in Turchia. Ricoverato in una clinica di Antalya fu assistito da un medico di fiducia appositamente inviato dal presidente romeno. Alla salma, trasportata a Sibiu, fu tributato un caloroso omaggio dalle autorità politiche e religiose, ma soprattutto dal popolo Rom. Il re fu inumato in un piccolo mausoleo all'interno del cimitero di Sibiu, dove già si trovavano le tombe dei genitori. Gli succedette il primogenito Dorin, coadiuvato dal fratello Daniel.